# Oxymycterus delator
Oxymycterus delator är en däggdjursart som beskrevs av Thomas 1903. Oxymycterus delator ingår i släktet grävmöss och familjen hamsterartade gnagare. IUCN kategoriserar arten globalt som livskraftig. Inga underarter finns listade i Catalogue of Life.
Denna gnagare förekommer främst i östra Paraguay. En liten avskild population finns i östra Brasilien. Arten vistas i låglandet och på högplatå upp till 1200 meter över havet. Habitatet utgörs av fuktiga gräsmarker. Individerna är aktiva på dagen och äter huvudsakligen insekter.